# Acidoxanthopius acidoxanthicidus
Acidoxanthopius acidoxanthicidus is een insect dat behoort tot de orde vliesvleugeligen (Hymenoptera) en de familie van de schildwespen (Braconidae). De wetenschappelijke naam van de soort werd voor het eerst geldig gepubliceerd door David T. Fullaway in 1949 als Opius acidoxanthicidus. De soort komt voor in de Filipijnen.